# Mechthild Homberg
Mechthild Homberg (auch Mechthilde Homberg-Duffing; geb. Duffing; * 14. Februar 1937 in Oberndorf am Neckar; † 25. Mai 2025) war eine deutsche Malerin und Grafikerin.

## Leben und Werk
Mechthild Duffing kam 1951 mit ihrer Familie aus Heidelberg in die DDR nach Frankfurt/Oder. Von 1956 bis 1959 studierte sie bei Herbert Wegehaupt und Gabriele Mucchi Kunsterziehung und Slawistik an der Universität Greifswald. Dabei lernte sie Konrad Homberg kennen, den sie 1959 heiratete. 1973 zogen sie nach Dersekow-Klein-Zastrow. Dort arbeitet sie als freischaffende Künstlerin. Mit ihrem Mann hielt sie sich jährlich im Sommer auf Mönchgut auf.
Sie hatte von 1975 bis 1991 am Institut für Kunsterziehung an der Universität Greifswald einen Lehrauftrag für künstlerische Praxis. Daneben leitete sie von 1964 bis 1991 einen Zeichen- und Malzirkel für Laien. 1970 bis 1991 war sie die ehrenamtliche Leiterin der Kleinen Galerie des Rubenow-Klubs in Greifswald. Von 1977 bis 1991 betreute sie auch die Förderklasse an der Fachschule für angewandte Kunst Heiligendamm.
1981 unternahm sie eine Studienreise in das sowjetische Mittelasien und nach Moskau und 1983 nach Leningrad und Riga.
In der DDR wurden Bilder Mechthild Hombergs von Betrieben und Institutionen erworben. 1989/90 schuf sie sechs Wandgestaltungen in der damaligen Polytechnischen Oberschule in Gützkow. 2013 wirkte sie an der Neugestaltung des Innenraums der Kapelle Alt Pansow mit. Sie schuf dafür für neun Fenster in Seidenmalerei Fenstertücher mit Bibelszenen.
1999 gehörte Mechthild Homberg zu den Autorinnen und Autoren des Buchs Greifenfedern – 12 greifen zur Feder ISBN 3-00-004715-8.
Mechthild Homberg war bis 1990 Mitglied des Verbands Bildender Künstler der DDR.

## Ehrungen
- 1975: Johannes-R.-Becher-Medaille in Bronze
- 1976: Medaille für künstlerisches Volksschaffen

## Rezeption
„Beim Zeichnen interessiert sie das Porträtieren von Menschen; dann wieder die lineare Klarheit des Konstruktivistischen.“

## Werke (Auswahl)
- Ilse Mißling (1981, Graphit-Zeichnung)[4]

## Ausstellungen (unvollständig)

### Personalausstellungen
- 1970: Greifswald, Rubenow-Klub
- 1985: Elsterwerda, Kleine Galerie „Hans Nadler“ (Malerei und Grafik)
- 2017: Greifswald, Sozio-kulturelles Zentrum St. SpiritusKUNST („Achtzig Jahre unterwegs – Mechthilde Homberg-Duffing“)[5]

### Beteiligung an zentralen und wichtigen regionalen Ausstellungen in der DDR
- 1969 bis 1984: Rostock, fünf Bezirkskunstausstellungen
- 1969: Rostock, Kunsthalle Rostock („Sozialistische Kunst im Bezirk Rostock“)
- 1974: Rostock: Kunsthalle Rostock („Wir gratulieren unserer Republik. Bildende Kunst des Bezirkes Rostock zum 25. Jahrestag der DDR.“)
- 1974: Szczecin („Rostocker Künstler in Szczecin“)
- 1976: Karl-Marx-Stadt, Städtische Museen („Jugend und Jugendobjekte im Sozialismus“)
- 1976: Greifswald, Museum der Stadt Greifswald („Greifswalder Künstler stellen aus“)
- 1978: Rostock, Kunsthalle („Alltag und Poesie“)
- 1986: Rostock, Kunsthalle Rostock („Sieger der Geschichte“; Ausstellung zum XI. Parteitag der SED)